# Bimisdorfer Mösle
Das Gebiet Bimisdorfer Mösle (auch Lödel) ist ein mit Verordnung vom 28. Juni 1983 des Regierungspräsidiums Tübingen ausgewiesenes Naturschutzgebiet (NSG-Nummer 4.109) im Gebiet der Stadt Wangen im Allgäu im Landkreis Ravensburg, Baden-Württemberg in Deutschland.

## Lage
Das 9,4 Hektar große Naturschutzgebiet Bimisdorfer Mösle gehört naturräumlich zum Westallgäuer Hügelland. Es liegt rund drei Kilometer nordöstlich der Innenstadt Wangens, zwischen den Weilern Ausleute und Laudorf, auf einer Höhe von 660 m ü. NN. In den Flurkarten werden diese Gemarkungen mit Deuchelried  bezeichnet.

## Schutzzweck
Schutzzweck ist die Erhaltung eines Gebietes, das auf kleinstem Raum verschiedene Waldlebensräume, sowie sich anschließende Streuwiesen und Niedermoorflächen mit ihren geschützten und gefährdeten Pflanzen- und Tierarten umfasst.

## Flora und Fauna

### Flora
Aus der schützenswerten Flora, es wurden bisher 222 verschiedene Gefäßpflanzenarten erfasst, sind neben mehreren gefährdeten Pilzarten unter anderem folgende Arten zu nennen:
- Alpen-Rasenbinse oder Alpenwollgras (Trichophorum alpinum), eine Art aus der Familie der Sauergrasgewächse
- Breitblättriges Knabenkraut (Dactylorhiza majalis), aus der Familie der Orchideen
- Fieberklee (Menyanthes trifoliata), die einzige Art der monotypischen Gattung Menyanthes in der Familie der Fieberkleegewächse
- Frühlings-Enzian (Gentiana verna), eine Art aus der Familie der Enziangewächse
- Sumpf-Glanzkraut (Liparis loeselii), auch aus der Familie der Orchideen
- Kleines Knabenkraut (Orchis morio), ein Vertreter aus der Familie der Orchideen
- Mehlprimel (Primula farinosa), eine Art aus der Familie der Primelgewächse
- Mücken-Händelwurz oder Große Händelwurz (Gymnadenia conopsea), auch aus der Familie der Orchideen
- Sumpf-Stendelwurz (Epipactis palustris), auch aus der Familie der Orchideen
- Trollblume (Trollius europaeus), aus der Familie der Hahnenfußgewächse
- Wohlriechende Händelwurz (Gymnadenia odoratissima), auch eine Vertreterin der Orchideen

### Fauna
Zur schützenswerten Fauna gehören zahlreiche Vogel-, Amphibien- und Schmetterlingsarten.